# 牧野遥
牧野 遥（まきの はるか、1977年 - ）は、日本のAV女優。

## 略歴・人物
2007年にAVデビュー。

## 出演作品

### アダルトビデオ
2007年
- 美熟女温泉 湯けむり旅情 卯月 藤の月 牧野遥 32歳 （6月30日、ゴリラプロジェクト）
- 素人マダムズ [LEVEL A] 其の三十二 （7月13日、アリスJAPAN）…オムニバス作品 他出演:小桜舞、浅宮ゆかり、若林ひかる、桜井咲子
- 団地妻 奥さん、そんな大声出したらお隣さんにバレちゃいますよ 真っ昼間からオトコを咥え込むヤリ盛りの妻たち （9月30日、アテナ映像）…オムニバス作品 他出演:高原瞳、瀬戸良子、千葉ゆかり
- 叔母さんが優しく教えてあげる （10月25日、小林興業）…共演:椿かおる
- 極上裏エステ （10月27日、LEO）…オムニバス作品 他出演:水原さやか、笠木あやか、遥みなみ
- 私は痴女 人妻編 奥さん!ボボコが動きよる （11月16日、クリスタル映像）…オムニバス作品 他出演:三咲マリナ、山口玲子、平井あずみ、赤峰紗代、樋口薫
- いやらしい熟女のおもらし 1 （11月25日、ジャネス）…オムニバス作品 他出演:矢吹涼子、松浦ユキ、押切麗奈
- 昭和色情横丁 三丁目の美熟女 （12月16日、スターゲート）
- 痴悦艶女・美熟女の手コキ三昧 1 （12月19日、スタイルアート）…オムニバス作品 他出演:矢吹涼子、あずま樹、竹内梨乃、大橋弥生、押切麗奈
- ケイレン悶絶電マ地獄 5 （12月25日、マドンナ）…オムニバス作品 他出演:黒田和江、金城理香

2008年
- 人妻が熟れて我慢できない午後3時 21 （1月11日、クリスタル映像）…オムニバス作品 他出演:駿河志津子、沢村由美、宮元静、香取理沙子、高橋真由美
- 近親熟女 禁断レズ姉妹 1 （1月18日、映天）…共演:吉澤レイカ
- 奥様欲情日記 こたつの中でお股こんなに濡らして… ダメッ主人が横で寝てるのよ あ～声が出ちゃう、主人が起きちゃう～! （1月21日、アテナ映像）…オムニバス作品 他出演:伊吹りこ、絢音ミミ、真島みゆき
- 肉欲 近親相姦 催眠術で本能剥き出しになった母と好き放題やりまくり!! （1月25日、Nadeshiko）
- 淫乱（仮） SEXそして顔射 そしてお掃除フェラまで。 （1月31日、LEO）…オムニバス作品 他出演:長澤リカ、吉澤レイカ、来栖りお、大沢佑香、志津華
- お受験ママの裏進学相談 2 （2月25日、マドンナ）…オムニバス作品 他出演:叶姫、織戸幸子、立石景子
- マドンナ学園 6 ～教師と生徒・色欲の卒業式～ （3月25日、マドンナ）…共演:風間ゆみ、五十川みどり、高倉梨奈、町村小夜子、一条恵
- 昼下がりのふしだら奥さん 3 （3月25日、マドンナ）…オムニバス作品 他出演:押切麗奈、叶姫
- 人妻高級ソープ 15 （3月31日、フォーエバー）
- ベロ舐め痴女 DEEP LIPS （4月1日、AVS）
- 人妻大尻のチ●コ擦りヌキ （4月4日、映天）…オムニバス作品 他出演:井川美保、流川純、吉本玲、坂本梨沙
- 我が娘をアイドルにしたがる世間知らずのママたちは、SEX面談で必死にアピール! Vol.1 （4月8日、関西ソフト）…オムニバス作品 他出演:坂本梨沙
- SEX WIFE -素人妻モデルズ2- （4月25日、h.m.p）…オムニバス作品 共演:坂本梨沙 他出演:瀬戸ゆうき、吉澤レイカ
- 非日常的悶絶遊戯 第八十三章 とあるマンションに住むセクシーな奥様、遥の場合 （6月1日、AVS）
- フェラコレ熟女編 II 31人のフェラマダム （6月14日、隼エージェンシー）…オムニバス作品 他出演:松浦ゆき、村上涼子、望月ゆみ、篠原優衣、水川彩子、三浦百合子、赤塚みずほ、原美園、五島せり、有田典子、冬野みずき、藤咲飛鳥、間宮志乃、下北やよい、中村綾乃、艶堂しほり、丸山亜季、佐倉あつこ、明星ちかげ、上原リナ、城山みずき、押切あやの、水野優、間宮いずみ、北原夏美、山咲愛、天海ゆり、松嶋ルリ、竹下あや、桃野美佐子
- 人妻こすりつけオナニー （6月20日、OFFICE K'S）…オムニバス作品 他出演:高坂保奈美、坂本梨沙、佐野ともか、七咲楓花
- LOTION Vol.2 （6月30日、フォーエバー）…共演:若林ひかる
- 美尻若妻 （7月4日、OFFICE K'S）
- スケ透けえろ女 （8月1日、AVS）
- 会員制 高級ソープ セレブ人妻専門店 （8月1日、GLAY'z）…オムニバス作品 他出演:内田理緒、石川遼子
- 熟した女のふたなりな関係 （9月15日、ジャネス）…共演:鮎川るい
- 女王様が熟女のネコ/タチ調教をしたらこうなった! （9月25日、未来・フューチャー）…共演:鮎川るい
- 美熟べろべろ接吻手コキ （10月17日、OFFICE K'S）…オムニバス作品 他出演:坂本梨沙、南結加、澤口沙也、大越はるか、高木礼子
- 突撃！奥様ん家に泊まろう!! （10月21日、Yellow Duck）
- 艶 ～えん～ The Excellent EROS （10月22日、プレステージ）
- 団地妻 奥さん、そんな大声出したらお隣さんにバレちゃいますよ （10月24日、アテナ映像）…オムニバス作品 他出演:高原瞳、瀬戸良子、千葉ゆかり
- ママにセンズリ見つかっちゃった日 僕の妄想劇 Part.1 （10月25日、ラハイナ東海）…オムニバス作品 他出演:坂本理沙、若槻尚美、黒瀬いずみ、高坂保奈美
- 中出し専業主婦 （12月2日、Yellow Duck）
- 昭和色情横丁 三丁目の美熟女 （12月16日、スターゲート）

2009年
- 奥様欲情日記 こたつの中でお股こんなに濡らして… ダメッ主人が横で寝てるのよ （1月16日、アテナ映像）…オムニバス作品 他出演:絢音ミミ、真島みゆき、伊吹りこ
- 熟女が熟女を犯すシチュエーション! マンコを玩具にするマンコ （1月16日、映天）…オムニバス作品 他出演:あずま樹、くれは沙弥、押切麗奈、佐野ともか、高倉梨奈、吉澤レイカ、友田真希
- 団地妻 淫らに咲き続ける妻たち （2月13日、ビッグモーカル）…オムニバス作品 他出演:北島玲、中村綾乃、赤坂エレナ
- すけべな息子に義母はメロメロ 12 （2月13日、東京音光）…オムニバス作品 他出演:夏川優奈
- 義母さんが教えてあげる 5 （2月13日、東京音光）…オムニバス作品 他出演:加藤なお
- 凌辱婦人会 VOL.3 （2月20日、大洋図書）
- ぬるぬる大作戦2 （3月6日、ぬるぬる大作戦）…オムニバス作品 他出演:高坂保奈美、北崎未来、亜佐倉みんと
- 淫らなバツイチ （3月13日、ビッグモーカル）…オムニバス作品 他出演:草凪純、花純
- 熟女の顔騎手コキ （4月7日、ジャネス）…オムニバス作品 他出演:坂本梨沙、松浦ユキ、根元純、高坂保奈美、鮎川るい
- この熟女いやらしい！喘ぎ、狂い、そして…牝の本能が今動き出す （4月17日、アテナ映像）…オムニバス作品 他出演:大友園子、原田りかこ、三浦百合子
- エロい女のピストンマ●コとイヤラシい腰使い 5 絶頂限界ディルドゥオナニー (5月1日 映天)…オムニバス作品 他出演:飯島くらら、神崎レオナ、速水百花
- アダルトビデオ撮影現場 へたれADのガチ盗撮 (5月1日 映天)…オムニバス作品 他出演:鷹宮りょう、坂本麻弥、細川まり
- マン汁ぐちゅぐちゅドすけべ熟女の温泉欲情オナニースペシャル 2 (6月19日 映天)…オムニバス作品 他出演:大越はるか、白坂百合、川島朋子

　他